# Zoran Rašković
Zoran Rašković (Bela Crkva, 1968) srpskije  književnik, novinar i političar romskog porekla.
Autor je radijske emisije „Romano suno“ i osam zbirki pesama. Dobitnik je priznanja o toleranciji u multikulturalnoj sredini, predsednik opštinskog odbora političke stranke Unija Roma Srbije i poslanik u lokalnom parlamentu u Beloj Crkvi.
Učenik je Petra Novice Nikolića, profesora Trifuna Dimića, dr Rajka Đurića i mr Dragoljuba Ackovića.

## Bibliografija
- Čovek u magli (poezija), Književno društvo "Sveti Sava", Beograd, 1995.
- (Ne)miran san (zbirka pesama i poema), Z. Rašković, Bela Crkva, 1997.
- Trifunovi otisci u večnosti, Matica romska u Jugoslaviji, Novi Sad, 2003.

## Spoljašnje veze
- „Romski san se ostvario“, J. Jovanović, Večernje novosti, Beograd, 21. januar 2009.